# Muntelbrug
De Muntelbrug is een plaatbrug over de Aa in de Nederlandse gemeente 's-Hertogenbosch.
De eerste brug die er lag dateert van 1881 en kreeg toen al de naam Muntelbrug, ofschoon de wijk De Muntel pas 36 jaar later gebouwd zou worden. Boven op de brug staat het beeld Jonas en de Walvis van Leo Geurtjens.
De brug ligt in de Citadellaan te 's-Hertogenbosch in het verlengde van de Orthenbrug, die over de Zuid-Willemsvaart ligt. De Muntelbrug ligt vlak bij de Citadel waar de Aa samenvloeit met de Zuid-Willemsvaart en de Dommel en verderstroomt als Dieze. De weg die eroverheen gaat, is de oude doorgaande weg vanuit Vught naar Orthen.